# Seltzer (groupe)
Pour les articles homonymes, voir Seltzer.
Seltzer est un groupe (one man band) de rock mexicain. Il est formé par le dessinateur et musicien Marcelo García (né à Monterrey, Nuevo León) en 2010. Son style musical est un mélange de dream pop et de noise pop avec des éléments folkloriques, parfois psychédélique et environnementales.

## Biographie
Le premier album de Seltzer, Fenómeno de astronautas, est indépendamment publié en 2010, et ce n'est qu'en 2014 que le deuxième album, Puertas dentro de puertas, sort au label Buzo Cósmico ; l'album au format CD comprend le morceau-titre écrit et illustré par Marcelo. Peu de temps après ; il sort en format cassette audio sous le label Cintas en 2015. L'art des vidéos, des disques et des affiches du groupe se caractérise par l'art psychédélique, le pop art et le surréalisme, parfois catalogués sous le nom de pop psychédélique.

## Discographie

### Albums studio
- 2010 : Fenómeno de astronautas
- 2014 : Puertas dentro de puertas
- 2017 : Universopolis[4].

### Festivals et tournées
- Miller Lite Spring Fest (2016)
- Gira en KAsas (2016) avec Javier Blake (División Minúscula) et Kill Aniston[5]
- Nomadx (2015)[6]
- SXSW (2013)